# Rezerwat przyrody Wyspa Ostrów Mały

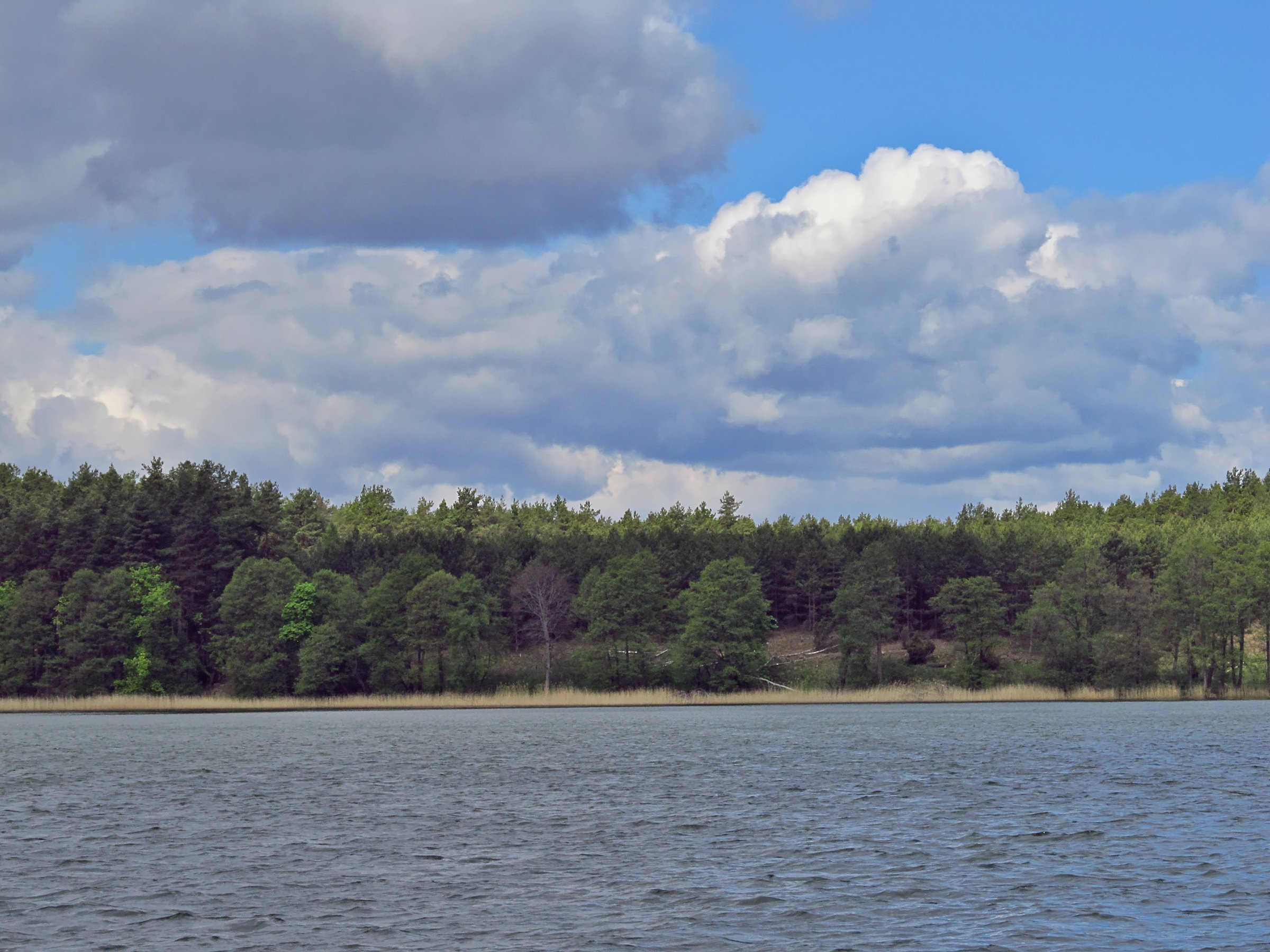
Brzeg wyspy Ostrów Mały

Rezerwat przyrody Wyspa Ostrów Mały – projektowany florystyczno-leśny rezerwat przyrody na obszarze Wdzydzkiego Parku Krajobrazowego (o powierzchni 27,6 ha). Rezerwat obejmuje znajdującą się na akwenie jeziora Wdzydze wyspę Ostrów Mały. Wyspa w całości jest porośnięta borem sosnowym będącym ostoją rzadkich gatunków ptaków. Występują tu również stanowiska rzadkich w regionie roślin takich jak kokorycz pusta, kokorycz wątła i lilia złotogłów. Najbliższe miejscowości to Przytarnia i Wdzydze Tucholskie.